# Seznam jeruzalémských králů

Znak Jeruzalémského království ve stylu 15. století

Toto je  seznam Jeruzalémských králů, panovníků jednoho z křižáckých států – Jeruzalémského království v letech 1099–1291.

## Historie
Jeruzalémské království vzniklo jako důsledek první křížové výpravy, kdy křesťanské vojsko vedené Godefroyem z Bouillonu dobylo Svaté město (15. července 1099). Godefroy, poté, co se vzdal královského titulu, přijal titul Advocatus Sancti Sepulchri (ochránce Božího Hrobu) a byl korunován v chrámu Narození Páně v Betlémě na vládce Jeruzaléma.
Po jeho brzké smrti roku 1100 se jeho nástupcem stal jeho bratr Balduin a poprvé použil titul král. Balduin I. byl korunován roku 1100 v Chrámu Narození Páně v Betlémě a tehdejší titul jeruzalémských vládců byl nyní Rex Latinitas Hierosolimitanus.
Titul jeruzalémského krále byl dědičný a král nepanoval nad východními křesťany, muslimy ani židy. Král byl ve své funkci potvrzován svým Haute Cour – Vysokým Dvorem a byl považován za Primus inter pares – prvního mezi rovnými. V případě královy absence se jeho povinností při správě království ujal královský majordomus.
Toto je rodokmen jeruzalémských králů, schéma znázorňuje vládce Jeruzaléma od první křížové výpravy roku 1099 až do pádu Akkonu v roce 1291

## Seznam jeruzalémských panovníků

### Obránci Božího Hrobu (1099–1100)
Po úspěchu první křížové výpravy vznikly Křižácké státy, z nichž jednoznačně nejvýznamnější bylo Jeruzalémské království: koruna fu offerta a Godefroy z Bouillonu, který ji však odmítl a spokojil se se skromnějším titulem Advocatus Sancti Sepulchri.
| podobizna | jméno                | datum narození  | království               | království              | manželství | poznámky              | pořadí |
| podobizna | jméno                | datum narození  | začátek                  | konec                   | manželství | poznámky              | pořadí |
| --------- | -------------------- | --------------- | ------------------------ | ----------------------- | ---------- | --------------------- | ------ |
|           | Godefroy z Bouillonu | kolem roku 1060 | 22. července 1099 volbou | 18. července 1100 úmrtí | —          | dolnolotrinský vévoda | —      |

### Jeruzalémští králové (1100–1187)
Po smrti Godefroye se nástupcem stal jeho bratr Balduin, avšak na rozdíl od svého předchůdce přijal královský titul a dal se korunovat na krále jeruzalémského.
| podobizna | jméno                 | datum narození  | království                            | království                              | manželství                                                                                                | poznámky | pořadí |
| podobizna | jméno                 | datum narození  | začátek                               | konec                                   | manželství                                                                                                | poznámky | pořadí |
| --------- | --------------------- | --------------- | ------------------------------------- | --------------------------------------- | --- | --- | ------ |
|           | Balduin I.            | kolem roku 1058 | 25. prosince 1100 volbou              | 2. dubna 1118 úmrtí                     | (1) Godvera z Conches bez potomků (2) Arda Arménská bez potomků (3) Adéla z Vasta bez potomků (anulováno) | Godefroyův bratr                                                                                                | 1      |
|           | Balduin II.           | ??              | 14. dubna 1118 volbou                 | 21. srpna 1131 úmrtí                    | Morfie z Melitene čtyři dcery                                                                             | bratranec Godefroye a Balduina I. druhého stupně                                                                | 2      |
|           | Melisenda             | 1105            | 21. srpna 1131 následnictví           | 1153 abdikace († 11. září 1161)         | hrabě Fulko V. z Anjou dva synové                                                                         | dcera Balduina II.; panovala společně s manželem Fulkem do roku 1143, poté se synem Balduinem III. do roku 1153 | 3      |
|           | Fulko                 | 1089/1092       | 21. srpna 1131 následnictví           | 13. listopadu 1143 úmrtí                | (1) Ermengarda z Maine dva synové a dvě dcery (2) královna Melisenda Jeruzalémská dva synové              | hrabě z Anjou; manžel královny Melisandy                                                                        | —      |
|           | Balduin III.          | 1130            | 13. listopadu 1143 následnictví       | 10. února 1162 úmrtí                    | Teodora Komnenovna bez potomků                                                                            | syn Melisandy a Fulka; panoval společně s matkou až do roku 1153                                                | 4      |
|           | Amalrich I.           | 1136            | 10. února 1162 následnictví           | 11. července 1174 úmrtí                 | (1) Anežka z Courtenay jeden syn a dvě dcery (2) Marie Komnenovna dvě dcery                               | syn Melisandy a Fulka                                                                                           | 5      |
|           | Balduin IV. malomocný | 1161            | 11. července 1174 následnictví        | 16. března 1185 úmrtí                   | — | syn Amalricha a Anežky                                                                                          | 6      |
|           | Balduin V.            | 1177            | 20. listopadu 1183 připojil se k trůn | srpen 1186 úmrtí                        | — | syn Viléma z Montferratu a Sibyly Jeruzalémské; panoval společně s Balduinem IV. až do roku 1185                | 7      |
|           | Sibyla                | 1157            | podzim 1186 volbou                    | 25. července 1190 úmrtí                 | (1) Vilém z Montferratu jeden syn (2) Kvido z Lusignana dvě dcery                                         | dcera Amalricha a Anežky, matka Balduina V.; panovala společně s manželem Kvidem                                | 8      |
|           | Kvido                 | 1150            | podzim 1186 volbou                    | 25. července 1190 († 18. července 1194) | královna Sibyla Jeruzalémská dvě dcery                                                                    | král manžel; nárokoval si královský titul až do roku 1192, kdy se stal vládcem Kypru                            | —      |

### Králové po pádu Jeruzaléma (1187–1291)
Po obléhání Svaté město dobyl 2. října 1187 Saladin. To byl začátek postupného úpadku království. V dalších letech po pádu hlavního města byl královský titul spojován se stále menší rozlohou křesťanských panství ve Svaté zemi a titul se postupně stal pouze víceméně formálním.
| podobizna | jméno                           | datum narození    | království                   | království                                                                                                   | manželství | poznámky | pořadí |
| podobizna | jméno                           | datum narození    | začátek                      | konec | manželství | poznámky | pořadí |
| --------- | ------------------------------- | ----------------- | ---------------------------- | --- | --- | --- | ------ |
|           | Isabela I.                      | 1172              | duben 1192 volbou            | 5. dubna 1205 úmrtí                                                                                          | (1) Humfred IV. z Toronu bez potomků (2) Konrád z Montferratu jedna dcera (3) Jindřich II. ze Champagne dvě dcery (4) Amalrich z Lusignana jeden syn a dvě dcery | dcera Amalricha a Marie; panovala společně s manželi Konrádem, Jindřichem a Amalrichem                                                                | 9      |
|           | Konrád I.                       | kolem roku 1140   | 28. dubna 1192 úmrtí         | (1) neznámé jméno bez potomků (2) Teodora Angelina bez potomků (3) královna Isabela Jeruzalémská jedna dcera | markýz z Montferratu; manžel královny Isabely | — | —      |
|           | Jindřich I.                     | 29. července 1166 | 6. května 1192 sňatkem       | 10. září 1197 úmrtí                                                                                          | královna Isabela Jeruzalémská dvě dcery | hrabě ze Champagne; manžel královny Isabely | —      |
|           | Amalrich II.                    | 1145              | leden 1198 sňatkem           | 1. dubna 1205 úmrtí                                                                                          | (1) Eschiva z Ibelinu tři synové a tři dcery (2) královna Isabela Jeruzalémská jeden syn a dvě dcery                                                             | král Kyperský; král manžel Isabely | —      |
|           | Marie Markýza                   | 1192              | 5. dubna 1205 následnictví   | 1212 úmrtí                                                                                                   | Jan z Brienne jedna dcera | dcera Isabely a Konráda | 10     |
|           | Jan I.                          | kolem roku 1170   | 14. září 1210 sňatkem        | 1212 († 27. března 1237)                                                                                     | (1) královna Marie Jeruzalémská jedna dcera (2) Štěpánka Arménská jeden syn (3) Berenguela Leónská tři synové a jedna dcera                                      | král manžel Marie | —      |
|           | Isabela II. (Jolanda z Brienne) | 1212              | 1212 následnictví            | 5. května 1228 úmrtí                                                                                         | císař Fridrich II. jeden syn a jedna dcera | dcera Marie a Jana; zmiňovaná také jako Jolanda nebo Violanta                                                                                         | 11     |
|           | Fridrich II. Švábský            | 26. prosince 1194 | 9. listopadu 1225 sňatkem    | 5. května 1228 († 13. prosince 1250)                                                                         | (1) Konstancie Aragonská jeden syn (2) královna Jolanda Jeruzalémská (z Brienne) jeden syn a jedna dcera (3) Isabela Anglická dva synové a dvě dcery             | císař jako Fridrich II. a král sicilský; král manžel Isabely II.; samokorunovace králem jeruzalémským 18. března 1229 v průběhu šesté křížové výpravy | —      |
|           | Konrád II.                      | 25. dubna 1228    | 5. května 1228 následnictví  | 21. května 1254 úmrtí                                                                                        | Alžběta z Wittelsbachu jeden syn | syn Isabely II. a Fridricha; král římskoněmecký a sicilský                                                                                            | 12     |
|           | Konrád III. Konradin            | 25. března 1252   | 21. května 1254 následnictví | 29. října 1268 úmrtí                                                                                         | — | syn Konráda; král sicilský | 13     |
|           | Hugo I. Veliký                  | 1235              | 24. září 1269 volbou         | 24. března 1284 úmrtí                                                                                        | Isabela z Ibelinu šest synů a pět dcer | král Kyperský jako Hugo III. | 14     |
|           | Jan II.                         | 1259              | 24. března 1284 následnictví | 20. května 1285 úmrtí                                                                                        | — | syn Hugona; král Kyperský | 15     |
|           | Jindřich II.                    | 1271              | 20. května 1285 následnictví | 18. května 1291 pád Akkonu († 31. srpna 1324)                                                                | Konstancie Aragonská bez potomků | syn Hugona; král Kyperský | 16     |